# Municipio de Dawson (Iowa)
El municipio de Dawson (en inglés: Dawson Township) es un municipio ubicado en el condado de Greene en el estado estadounidense de Iowa. En el año 2010 tenía una población de 156 habitantes y una densidad poblacional de 1,69 personas por km².

## Geografía
El municipio de Dawson se encuentra ubicado en las coordenadas 42°9′58″N 94°20′21″O / 42.16611, -94.33917. Según la Oficina del Censo de los Estados Unidos, el municipio tiene una superficie total de 92.21 km², de la cual 92,21 km² corresponden a tierra firme y (0 %) 0 km² es agua.

## Demografía
Según el censo de 2010, había 156 personas residiendo en el municipio de Dawson. La densidad de población era de 1,69 hab./km². De los 156 habitantes, el municipio de Dawson estaba compuesto por el 98,08 % blancos, el 1,28 % eran de otras razas y el 0,64 % eran de una mezcla de razas. Del total de la población el 1,28 % eran hispanos o latinos de cualquier raza.